# Eduard Vogel (Tiermediziner)
Eduard Julius Vogel (* 3. Mai 1831 in Ludwigsburg; † 29. Januar 1919 in Stuttgart) war ein deutscher Veterinärmediziner.

## Leben
Der gebürtige Ludwigsburger Eduard Vogel nahm nach abgelegtem Abitur ein Studium der Architektur an den Polytechnika Stuttgart und Karlsruhe auf, bevor er sich 1853 auf das Studium der Veterinärmedizin verlegte und 1857 an der Veterinärmedizinischen Universität Wien das Staatsexamen ablegte. Vogel bekleidete in der Folge eine Assistenzstelle der Anatomie an der Tierarzneischule in Budapest, anschließend wurde er zum Gestütstierarzt auf den Esterhazyschen Gütern in Ungarn bestellt.
1863 wurde ihm ein Lehrauftrag an der Stuttgarter Tierarzneischule übertragen, dort hielt er Vorlesungen über Pathologische Anatomie und Arzneimittellehre. 1900 wurde er als ordentlicher Professor der Inneren Medizin und Pharmakologie emeritiert. Eduard Vogel, der 1891 und 1897 die 5. und 6. Auflage von Eduard von Herings Handbuch der tierärztlichen Operationslehre herausgab, verstarb 1919 87-jährig in Stuttgart. Er gehörte der Stuttgarter Freimaurerloge Wilhelm zur aufgehenden Sonne an.

## Schriften
- Taschenbuch der thierärztlichen Arzneimittellehre, Paul Neff, 1871
- Lehrbuch der physikalischen Diagnostik der Krankheiten der Haustiere, Paul Neff, 1874
- Specielle Arzneimittellehre für Thierärzte, Ausgabe 2, 1881
- Die Massage, ihre Theorie und practische Verwerthung in der Veterinärmedicin, Paul Neff, 1884